# Оливета (Империја)
Оливета је насеље у Италији у округу Империја, региону Лигурија.
Према процени из 2011. у насељу је живело 174 становника. Насеље се налази на надморској висини од 275 м.